# Lista över fornlämningar i Uppsala kommun (Rasbokil)
Lista över fornlämningar i Uppsala kommun (Rasbokil) är en förteckning av ett urval av de fornlämningar som finns i Rasbokil i Uppsala kommun.
| Namn                             | Lämningstyp             | Tillkomsttid | Historisk indelning | Plats | Läge                 | ID-nr          | Bild                                      |
| -------------------------------- | ----------------------- | ------------ | ------------------- | ----- | -------------------- | -------------- | ----------------------------------------- |
| U 1012 (Rasbokil 1:1)            | Runristning             |              | Rasbokil, Uppland   |       | 59.992649, 17.860115 | 10026300010001 | Ladda upp en till bild av detta fornminne |
| Rasbokil 5:1                     | Grav- och boplatsområde |              | Rasbokil, Uppland   |       | 59.989787, 17.858803 | 10026300050001 | Ladda upp en till bild av detta fornminne |
| Rasbokil 6:1                     | Stensättning            |              | Rasbokil, Uppland   |       | 59.988186, 17.854598 | 10026300060001 | Ladda upp en bild av detta fornminne      |
| Rasbokil 6:2                     | Stensättning            |              | Rasbokil, Uppland   |       | 59.988090, 17.854549 | 10026300060002 | Ladda upp en bild av detta fornminne      |
| Rasbokil 7:1                     | Gravfält                |              | Rasbokil, Uppland   |       | 59.988935, 17.851904 | 10026300070001 | Ladda upp en bild av detta fornminne      |
| Rasbokil 8:1                     | Stensättning            |              | Rasbokil, Uppland   |       | 59.989085, 17.854392 | 10026300080001 | Ladda upp en bild av detta fornminne      |
| Rasbokil 9:1                     | Hög                     |              | Rasbokil, Uppland   |       | 59.993555, 17.856739 | 10026300090001 | Ladda upp en bild av detta fornminne      |
| Rasbokil 10:1                    | Gravfält                |              | Rasbokil, Uppland   |       | 59.992017, 17.854046 | 10026300100001 | Ladda upp en bild av detta fornminne      |
| Rasbokil 10:2                    | Hällristning            |              | Rasbokil, Uppland   |       | 59.991851, 17.853796 | 10026300100002 | Ladda upp en bild av detta fornminne      |
| Rasbokil 14:1                    | Gravfält                |              | Rasbokil, Uppland   |       | 59.995055, 17.848169 | 10026300140001 | Ladda upp en bild av detta fornminne      |
| Rasbokil 16:1                    | Stensättning            |              | Rasbokil, Uppland   |       | 60.019686, 17.878462 | 10026300160001 | Ladda upp en bild av detta fornminne      |
| Rasbokil 16:2                    | Stensättning            |              | Rasbokil, Uppland   |       | 60.019516, 17.878517 | 10026300160002 | Ladda upp en bild av detta fornminne      |
| Rasbokil 19:1                    | Stensättning            |              | Rasbokil, Uppland   |       | 59.989343, 17.858821 | 10026300190001 | Ladda upp en bild av detta fornminne      |
| Rasbokil 19:2                    | Stensättning            |              | Rasbokil, Uppland   |       | 59.989308, 17.858525 | 10026300190002 | Ladda upp en bild av detta fornminne      |
| Rasbokil 19:3                    | Stensättning            |              | Rasbokil, Uppland   |       | 59.989257, 17.858310 | 10026300190003 | Ladda upp en bild av detta fornminne      |
| Rasbokil 23:1                    | Gravfält                |              | Rasbokil, Uppland   |       | 59.990402, 17.862875 | 10026300230001 | Ladda upp en bild av detta fornminne      |
| Rasbokil 24:1                    | Stensättning            |              | Rasbokil, Uppland   |       | 59.988455, 17.852658 | 10026300240001 | Ladda upp en bild av detta fornminne      |
| Rasbokil 24:2                    | Stensättning            |              | Rasbokil, Uppland   |       | 59.988317, 17.852667 | 10026300240002 | Ladda upp en bild av detta fornminne      |
| Rasbokil 24:3                    | Stensättning            |              | Rasbokil, Uppland   |       | 59.988494, 17.852452 | 10026300240003 | Ladda upp en bild av detta fornminne      |
| Rasbokil 24:4                    | Stensättning            |              | Rasbokil, Uppland   |       | 59.988396, 17.852808 | 10026300240004 | Ladda upp en bild av detta fornminne      |
| Rasbokil 25:1                    | Gravfält                |              | Rasbokil, Uppland   |       | 59.990251, 17.850986 | 10026300250001 | Ladda upp en bild av detta fornminne      |
| Rasbokil 27:2                    | Stensättning            |              | Rasbokil, Uppland   |       | 59.985634, 17.853286 | 10026300270002 | Ladda upp en bild av detta fornminne      |
| Rasbokil 28:1                    | Stensättning            |              | Rasbokil, Uppland   |       | 59.985325, 17.853774 | 10026300280001 | Ladda upp en bild av detta fornminne      |
| Rasbokil 28:2                    | Stensättning            |              | Rasbokil, Uppland   |       | 59.985282, 17.853943 | 10026300280002 | Ladda upp en bild av detta fornminne      |
| Rasbokil 29:1                    | Stensättning            |              | Rasbokil, Uppland   |       | 59.985834, 17.857060 | 10026300290001 | Ladda upp en bild av detta fornminne      |
| Rasbokil 29:2                    | Stensättning            |              | Rasbokil, Uppland   |       | 59.985729, 17.857248 | 10026300290002 | Ladda upp en bild av detta fornminne      |
| Rasbokil 36:1                    | Stensättning            |              | Rasbokil, Uppland   |       | 59.985835, 17.863292 | 10026300360001 | Ladda upp en bild av detta fornminne      |
| Rasbokil 36:2                    | Stensättning            |              | Rasbokil, Uppland   |       | 59.985574, 17.864181 | 10026300360002 | Ladda upp en bild av detta fornminne      |
| Rasbokil 37:1                    | Stensättning            |              | Rasbokil, Uppland   |       | 59.977986, 17.874581 | 10026300370001 | Ladda upp en bild av detta fornminne      |
| Rasbokil 40:1                    | Gravfält                |              | Rasbokil, Uppland   |       | 59.989208, 17.876296 | 10026300400001 | Ladda upp en bild av detta fornminne      |
| Rasbokil 42:1                    | Stensättning            |              | Rasbokil, Uppland   |       | 60.017952, 17.884976 | 10026300420001 | Ladda upp en bild av detta fornminne      |
| Rasbokil 42:2                    | Röse                    |              | Rasbokil, Uppland   |       | 60.018037, 17.884447 | 10026300420002 | Ladda upp en bild av detta fornminne      |
| Rasbokil 47:1                    | Gravfält                |              | Rasbokil, Uppland   |       | 59.988978, 17.874363 | 10026300470001 | Ladda upp en bild av detta fornminne      |
| Rasbokil 48:1                    | Grav- och boplatsområde |              | Rasbokil, Uppland   |       | 60.016088, 17.864181 | 10026300480001 | Ladda upp en bild av detta fornminne      |
| Rasbokil 51:1                    | Grav- och boplatsområde |              | Rasbokil, Uppland   |       | 60.015798, 17.857210 | 10026300510001 | Ladda upp en bild av detta fornminne      |
| Rasbokil 55:1                    | Stensättning            |              | Rasbokil, Uppland   |       | 60.015364, 17.853451 | 10026300550001 | Ladda upp en bild av detta fornminne      |
| Rasbokil 56:1                    | Stensättning            |              | Rasbokil, Uppland   |       | 60.015834, 17.854628 | 10026300560001 | Ladda upp en bild av detta fornminne      |
| Rasbokil 57:1                    | Röse                    |              | Rasbokil, Uppland   |       | 60.015009, 17.859791 | 10026300570001 | Ladda upp en bild av detta fornminne      |
| Asphagen (Rasbokil 59:1)         | Grav- och boplatsområde |              | Rasbokil, Uppland   |       | 60.011319, 17.858530 | 10026300590001 | Ladda upp en bild av detta fornminne      |
| Källbacken (Rasbokil 60:1)       | Gravfält                |              | Rasbokil, Uppland   |       | 60.008752, 17.856935 | 10026300600001 | Ladda upp en bild av detta fornminne      |
| Rasbokil 62:1                    | Stensättning            |              | Rasbokil, Uppland   |       | 60.007760, 17.861112 | 10026300620001 | Ladda upp en bild av detta fornminne      |
| Rasbokil 62:2                    | Stensättning            |              | Rasbokil, Uppland   |       | 60.007689, 17.861216 | 10026300620002 | Ladda upp en bild av detta fornminne      |
| Rasbokil 62:3                    | Stensättning            |              | Rasbokil, Uppland   |       | 60.007838, 17.861188 | 10026300620003 | Ladda upp en bild av detta fornminne      |
| Rasbokil 66:1                    | Stensättning            |              | Rasbokil, Uppland   |       | 60.013982, 17.861174 | 10026300660001 | Ladda upp en bild av detta fornminne      |
| Rasbokil 67:1                    | Stensättning            |              | Rasbokil, Uppland   |       | 60.014350, 17.860967 | 10026300670001 | Ladda upp en bild av detta fornminne      |
| Rasbokil 68:1                    | Röse                    |              | Rasbokil, Uppland   |       | 60.013490, 17.861334 | 10026300680001 | Ladda upp en bild av detta fornminne      |
| Rasbokil 68:2                    | Röse                    |              | Rasbokil, Uppland   |       | 60.013601, 17.861340 | 10026300680002 | Ladda upp en bild av detta fornminne      |
| Rasbokil 68:3                    | Stensättning            |              | Rasbokil, Uppland   |       | 60.013666, 17.860935 | 10026300680003 | Ladda upp en bild av detta fornminne      |
| Rasbokil 69:1                    | Röse                    |              | Rasbokil, Uppland   |       | 60.003204, 17.858889 | 10026300690001 | Ladda upp en bild av detta fornminne      |
| Skällbergs backe (Rasbokil 72:1) | Gravfält                |              | Rasbokil, Uppland   |       | 60.003101, 17.847262 | 10026300720001 | Ladda upp en bild av detta fornminne      |
| Rasbokil 73:1                    | Grav- och boplatsområde |              | Rasbokil, Uppland   |       | 60.002755, 17.842543 | 10026300730001 | Ladda upp en bild av detta fornminne      |
| Rasbokil 79:1                    | Hällristning            |              | Rasbokil, Uppland   |       | 60.024208, 17.843341 | 10026300790001 | Ladda upp en bild av detta fornminne      |
| Rasbokil 80:1                    | Gravfält                |              | Rasbokil, Uppland   |       | 60.000222, 17.837353 | 10026300800001 | Ladda upp en bild av detta fornminne      |
| Rasbokil 81:1                    | Gravfält                |              | Rasbokil, Uppland   |       | 60.001977, 17.839240 | 10026300810001 | Ladda upp en bild av detta fornminne      |
| Rasbokil 82:1                    | Stensättning            |              | Rasbokil, Uppland   |       | 60.021963, 17.855010 | 10026300820001 | Ladda upp en bild av detta fornminne      |
| Rasbokil 83:1                    | Hög                     |              | Rasbokil, Uppland   |       | 60.022705, 17.855564 | 10026300830001 | Ladda upp en bild av detta fornminne      |
| Rasbokil 83:2                    | Stensättning            |              | Rasbokil, Uppland   |       | 60.022632, 17.855417 | 10026300830002 | Ladda upp en bild av detta fornminne      |
| Rasbokil 83:3                    | Stensättning            |              | Rasbokil, Uppland   |       | 60.022537, 17.855645 | 10026300830003 | Ladda upp en bild av detta fornminne      |
| Rasbokil 87:1                    | Grav- och boplatsområde |              | Rasbokil, Uppland   |       | 60.025671, 17.858609 | 10026300870001 | Ladda upp en bild av detta fornminne      |
| Rasbokil 87:2                    | Hällristning            |              | Rasbokil, Uppland   |       | 60.025784, 17.856953 | 10026300870002 | Ladda upp en bild av detta fornminne      |
| Rasbokil 88:1                    | Stensättning            |              | Rasbokil, Uppland   |       | 60.019066, 17.855014 | 10026300880001 | Ladda upp en bild av detta fornminne      |
| Rasbokil 88:2                    | Stensättning            |              | Rasbokil, Uppland   |       | 60.018920, 17.855100 | 10026300880002 | Ladda upp en bild av detta fornminne      |
| Rasbokil 88:3                    | Stensättning            |              | Rasbokil, Uppland   |       | 60.019220, 17.854904 | 10026300880003 | Ladda upp en bild av detta fornminne      |
| Rasbokil 91:1                    | Stensättning            |              | Rasbokil, Uppland   |       | 60.038887, 17.855717 | 10026300910001 | Ladda upp en bild av detta fornminne      |
| Rasbokil 91:2                    | Stensättning            |              | Rasbokil, Uppland   |       | 60.038849, 17.855873 | 10026300910002 | Ladda upp en bild av detta fornminne      |
| Rasbokil 91:3                    | Stensättning            |              | Rasbokil, Uppland   |       | 60.038980, 17.855812 | 10026300910003 | Ladda upp en bild av detta fornminne      |
| Rasbokil 93:1                    | Grav- och boplatsområde |              | Rasbokil, Uppland   |       | 60.025876, 17.843058 | 10026300930001 | Ladda upp en bild av detta fornminne      |
| Rasbokil 96:1                    | Grav- och boplatsområde |              | Rasbokil, Uppland   |       | 60.024082, 17.840134 | 10026300960001 | Ladda upp en bild av detta fornminne      |
| Rasbokil 98:1                    | Gravfält                |              | Rasbokil, Uppland   |       | 60.024210, 17.862992 | 10026300980001 | Ladda upp en bild av detta fornminne      |
| Skotthögen (Rasbokil 104:1)      | Stensättning            |              | Rasbokil, Uppland   |       | 60.020836, 17.872319 | 10026301040001 | Ladda upp en bild av detta fornminne      |
| Rasbokil 106:2                   | Stensättning            |              | Rasbokil, Uppland   |       | 60.022538, 17.877947 | 10026301060002 | Ladda upp en bild av detta fornminne      |
| Rasbokil 106:3                   | Stensättning            |              | Rasbokil, Uppland   |       | 60.022956, 17.877971 | 10026301060003 | Ladda upp en bild av detta fornminne      |
| Rasbokil 111:1                   | Grav- och boplatsområde |              | Rasbokil, Uppland   |       | 60.023714, 17.846341 | 10026301110001 | Ladda upp en bild av detta fornminne      |
| Rasbokil 112:4                   | Stensättning            |              | Rasbokil, Uppland   |       | 60.025100, 17.847891 | 10026301120004 | Ladda upp en bild av detta fornminne      |
| Rasbokil 116:1                   | Gravfält                |              | Rasbokil, Uppland   |       | 60.011522, 17.861260 | 10026301160001 | Ladda upp en bild av detta fornminne      |
| Rasbokil 117:1                   | Gravfält                |              | Rasbokil, Uppland   |       | 60.010658, 17.861448 | 10026301170001 | Ladda upp en bild av detta fornminne      |
| Rasbokil 118:1                   | Gravfält                |              | Rasbokil, Uppland   |       | 60.010534, 17.859869 | 10026301180001 | Ladda upp en bild av detta fornminne      |
| Rasbokil 119:1                   | Gravfält                |              | Rasbokil, Uppland   |       | 60.007369, 17.859679 | 10026301190001 | Ladda upp en bild av detta fornminne      |
| Rasbokil 120:1                   | Stensättning            |              | Rasbokil, Uppland   |       | 60.002761, 17.859621 | 10026301200001 | Ladda upp en bild av detta fornminne      |
| Rasbokil 122:1                   | Röse                    |              | Rasbokil, Uppland   |       | 60.002785, 17.839466 | 10026301220001 | Ladda upp en bild av detta fornminne      |
| Rasbokil 122:2                   | Stensättning            |              | Rasbokil, Uppland   |       | 60.002671, 17.839487 | 10026301220002 | Ladda upp en bild av detta fornminne      |
| Rasbokil 122:3                   | Stensättning            |              | Rasbokil, Uppland   |       | 60.002546, 17.839707 | 10026301220003 | Ladda upp en bild av detta fornminne      |
| Rasbokil 123:1                   | Röse                    |              | Rasbokil, Uppland   |       | 60.006493, 17.846256 | 10026301230001 | Ladda upp en bild av detta fornminne      |
| Rasbokil 125:1                   | Gravfält                |              | Rasbokil, Uppland   |       | 59.982012, 17.871053 | 10026301250001 | Ladda upp en bild av detta fornminne      |
| Rasbokil 127:1                   | Stensättning            |              | Rasbokil, Uppland   |       | 59.989917, 17.900709 | 10026301270001 | Ladda upp en bild av detta fornminne      |
| Rasbokil 128:1                   | Grav- och boplatsområde |              | Rasbokil, Uppland   |       | 59.990045, 17.903180 | 10026301280001 | Ladda upp en bild av detta fornminne      |
| Rasbokil 129:1                   | Röse                    |              | Rasbokil, Uppland   |       | 59.992780, 17.902077 | 10026301290001 | Ladda upp en bild av detta fornminne      |
| Rasbokil 129:2                   | Stensättning            |              | Rasbokil, Uppland   |       | 59.992770, 17.901904 | 10026301290002 | Ladda upp en bild av detta fornminne      |
| Rasbokil 129:3                   | Stensättning            |              | Rasbokil, Uppland   |       | 59.992767, 17.901600 | 10026301290003 | Ladda upp en bild av detta fornminne      |
| Rasbokil 131:1                   | Stensättning            |              | Rasbokil, Uppland   |       | 59.993658, 17.896663 | 10026301310001 | Ladda upp en bild av detta fornminne      |
| Rasbokil 131:2                   | Stensättning            |              | Rasbokil, Uppland   |       | 59.993516, 17.896680 | 10026301310002 | Ladda upp en bild av detta fornminne      |
| Rasbokil 131:3                   | Stensättning            |              | Rasbokil, Uppland   |       | 59.993514, 17.895982 | 10026301310003 | Ladda upp en bild av detta fornminne      |
| Rasbokil 138:1                   | Stensättning            |              | Rasbokil, Uppland   |       | 59.997413, 17.876884 | 10026301380001 | Ladda upp en bild av detta fornminne      |
| Rasbokil 138:2                   | Stensättning            |              | Rasbokil, Uppland   |       | 59.997271, 17.876980 | 10026301380002 | Ladda upp en bild av detta fornminne      |
| Rasbokil 140:1                   | Stensättning            |              | Rasbokil, Uppland   |       | 60.015949, 17.873738 | 10026301400001 | Ladda upp en bild av detta fornminne      |
| Rasbokil 143:1                   | Stensättning            |              | Rasbokil, Uppland   |       | 60.016857, 17.891652 | 10026301430001 | Ladda upp en bild av detta fornminne      |
| Rasbokil 144:1                   | Stensättning            |              | Rasbokil, Uppland   |       | 60.016710, 17.890244 | 10026301440001 | Ladda upp en bild av detta fornminne      |
| Rasbokil 155:1                   | Stensättning            |              | Rasbokil, Uppland   |       | 60.015908, 17.862284 | 10026301550001 | Ladda upp en bild av detta fornminne      |
| Rasbokil 165:1                   | Stensättning            |              | Rasbokil, Uppland   |       | 59.991649, 17.880687 | 10026301650001 | Ladda upp en bild av detta fornminne      |
| Rasbokil 166:1                   | Stensättning            |              | Rasbokil, Uppland   |       | 59.989271, 17.849111 | 10026301660001 | Ladda upp en bild av detta fornminne      |
| Rasbokil 167:1                   | Stensättning            |              | Rasbokil, Uppland   |       | 59.989008, 17.847620 | 10026301670001 | Ladda upp en bild av detta fornminne      |
| Rasbokil 168:1                   | Stensättning            |              | Rasbokil, Uppland   |       | 59.996437, 17.877237 | 10026301680001 | Ladda upp en bild av detta fornminne      |
| Rasbokil 171:1                   | Hällristning            |              | Rasbokil, Uppland   |       | 60.022969, 17.838286 | 10026301710001 | Ladda upp en bild av detta fornminne      |
| Rasbokil 188:1                   | Röse                    |              | Rasbokil, Uppland   |       | 60.016026, 17.860416 | 10026301880001 | Ladda upp en bild av detta fornminne      |
| Rasbokil 188:2                   | Röse                    |              | Rasbokil, Uppland   |       | 60.015925, 17.860251 | 10026301880002 | Ladda upp en bild av detta fornminne      |
| Rasbokil 189:1                   | Stensättning            |              | Rasbokil, Uppland   |       | 59.987289, 17.842195 | 10026301890001 | Ladda upp en bild av detta fornminne      |
| Rasbokil 196                     | Gravfält                |              | Rasbokil, Uppland   |       | 60.080711, 17.877193 | 12000000109565 | Ladda upp en bild av detta fornminne      |
| Rasbokil 202                     | Röse                    |              | Rasbokil, Uppland   |       | 60.022511, 17.813800 | 12000000109609 | Ladda upp en bild av detta fornminne      |